# Neocancilla takiisaoi
Neocancilla takiisaoi is een slakkensoort uit de familie van de Mitridae. De wetenschappelijke naam van de soort werd voor het eerst geldig gepubliceerd in 1969 door Tokubei Kuroda.